# Planalto do Dniepre
O planalto do Dniepre é uma parte da planície europeia oriental localizada entre o rio Dniepre e o Bug Meridional.

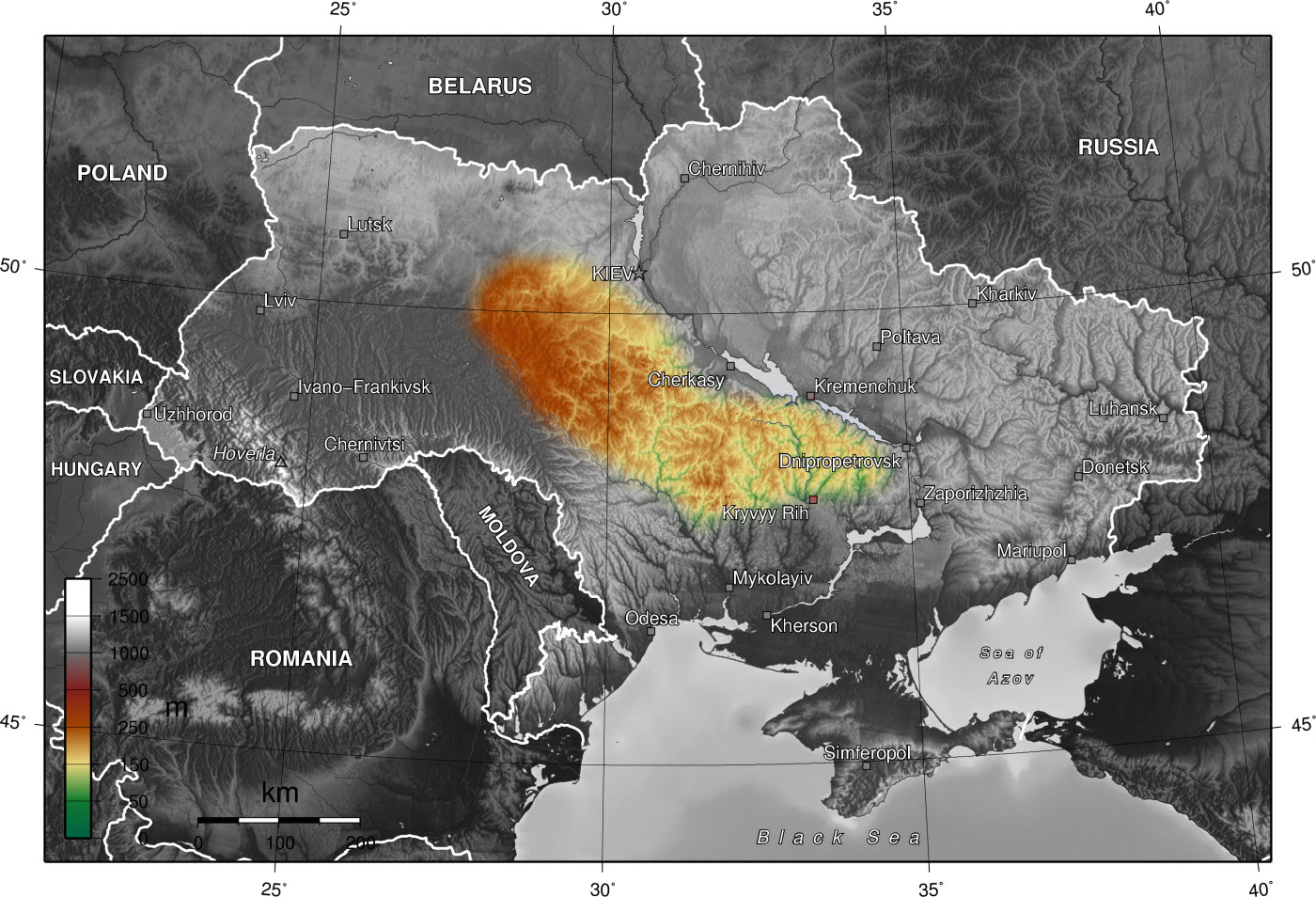
localização do planalto na Ucrânia

É delimitado ao norte pela planície polesiana até o sul pela planície do mar Negro.